# إليهو دوتي
إليهو دوتي (بالإنجليزية: Elihu Doty)‏ هو مبشر أمريكي، ولد في 20 سبتمبر 1809 في Berne, New York ‏ في الولايات المتحدة، وتوفي في 20 نوفمبر 1864 في نيويورك في الولايات المتحدة.